# Mýrdalsjökull
Le Mýrdalsjökull, toponyme islandais signifiant littéralement « le glacier de la vallée du marais », est une calotte glaciaire située dans le sud de l'Islande. Avec une superficie de 596 km2, le Mýrdalsjökull est le quatrième plus grand glacier du pays.

## Géographie

### Topographie

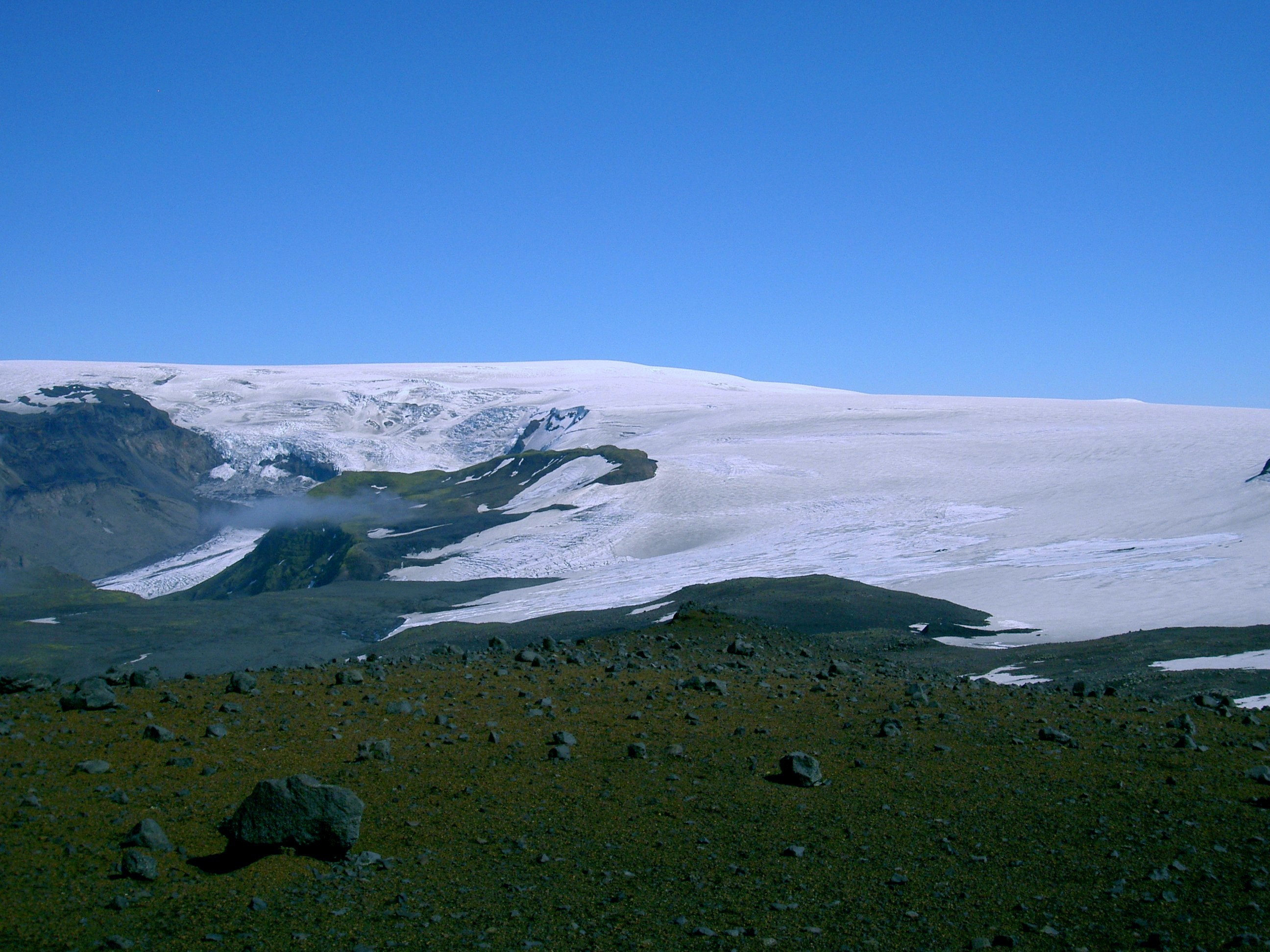
Vue d'un des fronts glaciaires du Mýrdalsjökull.

Le Mýrdalsjökull est bordé au nord et nord-ouest par la région montagneuse de la réserve naturelle de Fjallabak et son désert de cendres noires (Mælifellssandur), à l'ouest par l'Eyjafjallajökull, une autre calotte glaciaire, au sud par la côte de l'océan Atlantique et à l'est par le Mýrdalssandur.
Son point culminant est un dôme de glace, le Góðabunga, surplombant la vallée de Þórsmörk à 1 512 mètres d'altitude. Les calottes glaciaires de Mýrdalsjökull et d'Eyjafjallajökull ne sont séparées que par une bande de terre d'un à deux kilomètres qui constitue le col de Fimmvörðuháls.
De très nombreuses langues glaciaires s'écoulent de la calotte principale dont les principales sont, en partant du nord et dans le sens des aiguilles d'une montre :
- Sléttjökull
- Botnjökull
- Öldufellsjökull
- Sandfellsjökull
- Kötlujökull
- Klífurjökull
- Sólheimajökull
- Hrunajökull
- Goðalandsjökull
- Tungnakvíslarjökull
- Króssárjökull
- Merkurjökull
- Entujökull

### Géologie

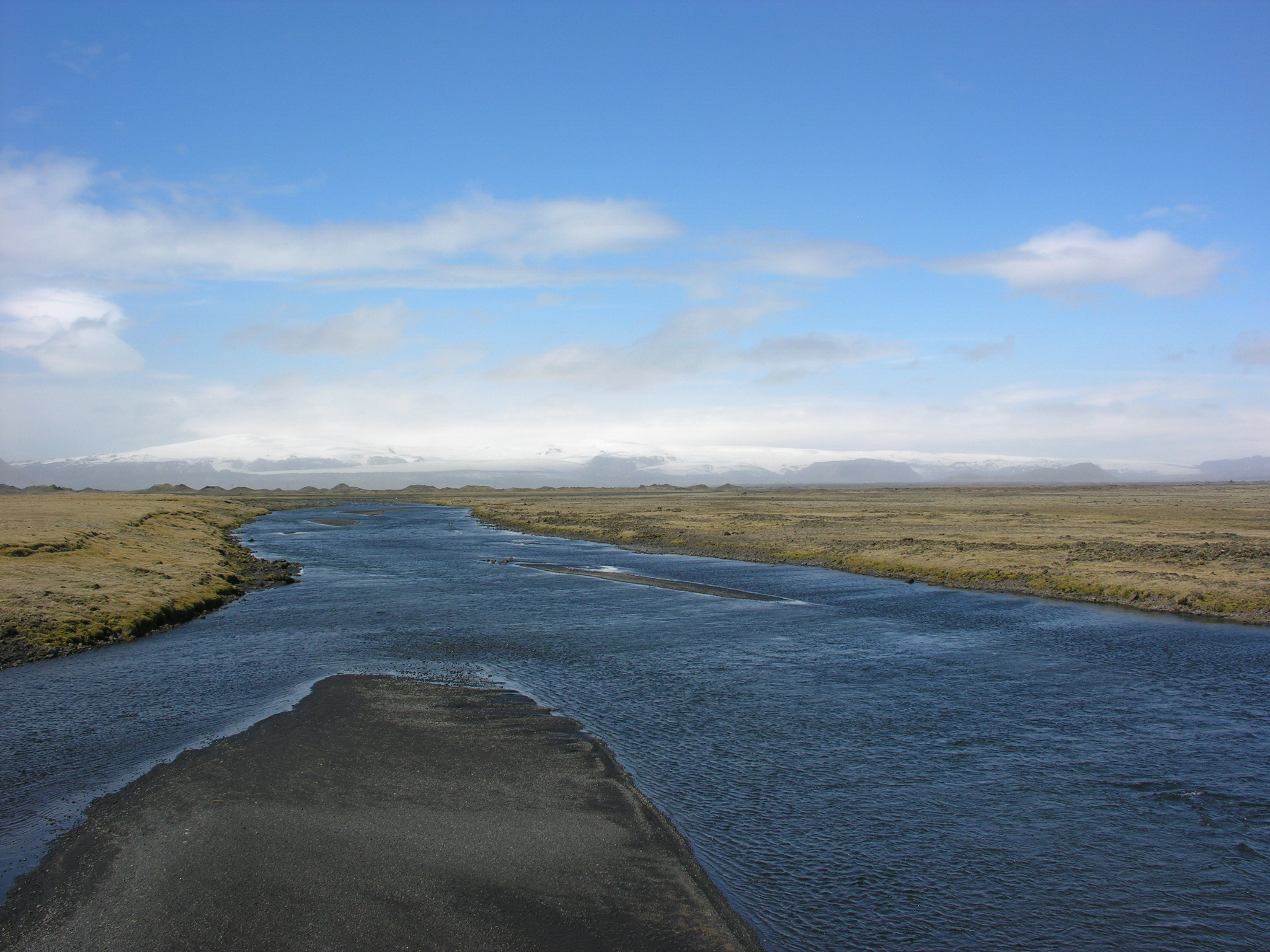
Vue du Mýrdalssandur avec le Mýrdalsjökull au dernier plan.

La calotte glaciaire du Mýrdalsjökull recouvre plusieurs édifices volcaniques dont le plus important est le Katla qui a connu une vingtaine d'éruptions donnant lieu à un percement de la glace au cours des onze derniers siècles. Cette caldeira, d'une superficie d'environ 110 km2, est recouverte par une couche de glace d'une épaisseur d'environ 400 mètres.
La plupart des éruptions du Katla étant confinées dans la caldeira, elles sont donc sous-glaciaires et donnent lieu à des jökulhlaups qui dévastent les plaines environnantes et notamment celles de Mýrdalssandur.
Depuis les années 2000, de nombreux séismes ont été enregistrés sous la caldeira du Katla, ce qui laisse présager une recrudescence de son activité.
Le système volcanique du Mýrdalsjökull est associé à la fissure volcanique d'Eldgjá entrée en éruption en 934 et s'étirant sur près de 70 kilomètres, depuis la langue glaciaire de Botnjökull jusqu'aux « chaudrons de la Skaftá » (ou Lakagigar) qui eux appartiennent au système du Grímsvötn.

### Sources
- (en) Ari Trausti Guðmundsson, Volcanoes in Iceland : 10,000 Years of Volcanic History, Reykjavík, Vaka - helgafell, 1996, 136 p. (ISBN 9979-2-0348-X)Ouvrage de vulgarisation sur les principaux volcans d'Islande
- (is) Ari Trausti Guðmundsson, Íslenskar Eldstöðvar, Reykjavík, Vaka - helgafell, 2001, 320 p. (ISBN 9979-2-1596-8)Ouvrage de vulgarisation sur les principaux volcans d'Islande